# Крижана планета
Крижана планета (англ. Ice planet) — теоретичний клас екзопланет з крижаною поверхнею з летючих речовин, таких як вода, аміак і метан. Крижані планети представляють собою великі кріосфери. Такі об'єкти є більшими варіантами маленьких крижаних світів Сонячної системи, таких як супутники Європа, Енцелад і Тритон, карликові планети Плутон та Ерида, а також комети.

## Характеристики та населеність
Крижані планети зазвичай виглядають майже білими при геометричному альбедо понад 0,9. Поверхня планети може складатися з води, метану, аміаку, двоокису вуглецю (відомого як «сухий лід»), монооксиду вуглецю  та інших летких речовин залежно від температури поверхні.. Крижані планети повинні мати температуру нижче 260 K (-13  °C) при (в основному) водному складі, нижче 180 K (-93  °C) при складі з CO 2 та аміаку, нижче 80 K (-193  °C) при метановому складі.
Умови на поверхні крижаних планет вкрай непридатні для життя, аналогічного до земного, внаслідок надзвичайно низьких температур. На деяких крижаних світах можуть існувати океани під поверхнею, які нагріваються внутрішнім теплом або приливними силами від іншого близького об'єкта. Наявність рідкої води під поверхнею може створити придатні умови для життя організмів типу риб, планктону і мікроорганізмів. Рослини, як видно, не можуть жити в подібних океанах через відсутність необхідного для фотосинтезу світла. Мікроорганізми можуть створювати поживні речовини в ході хемосинтезу, що дозволило б іншим організмам отримувати їжу та енергію. Деякі планети, якщо умови виявляються слушними, можуть володіти атмосферами та рідиною на поверхні, як, наприклад, супутник Сатурна Титан, який може бути придатним для проживання екзотичних форм життя.

## Плутон і кандидати в крижані планети

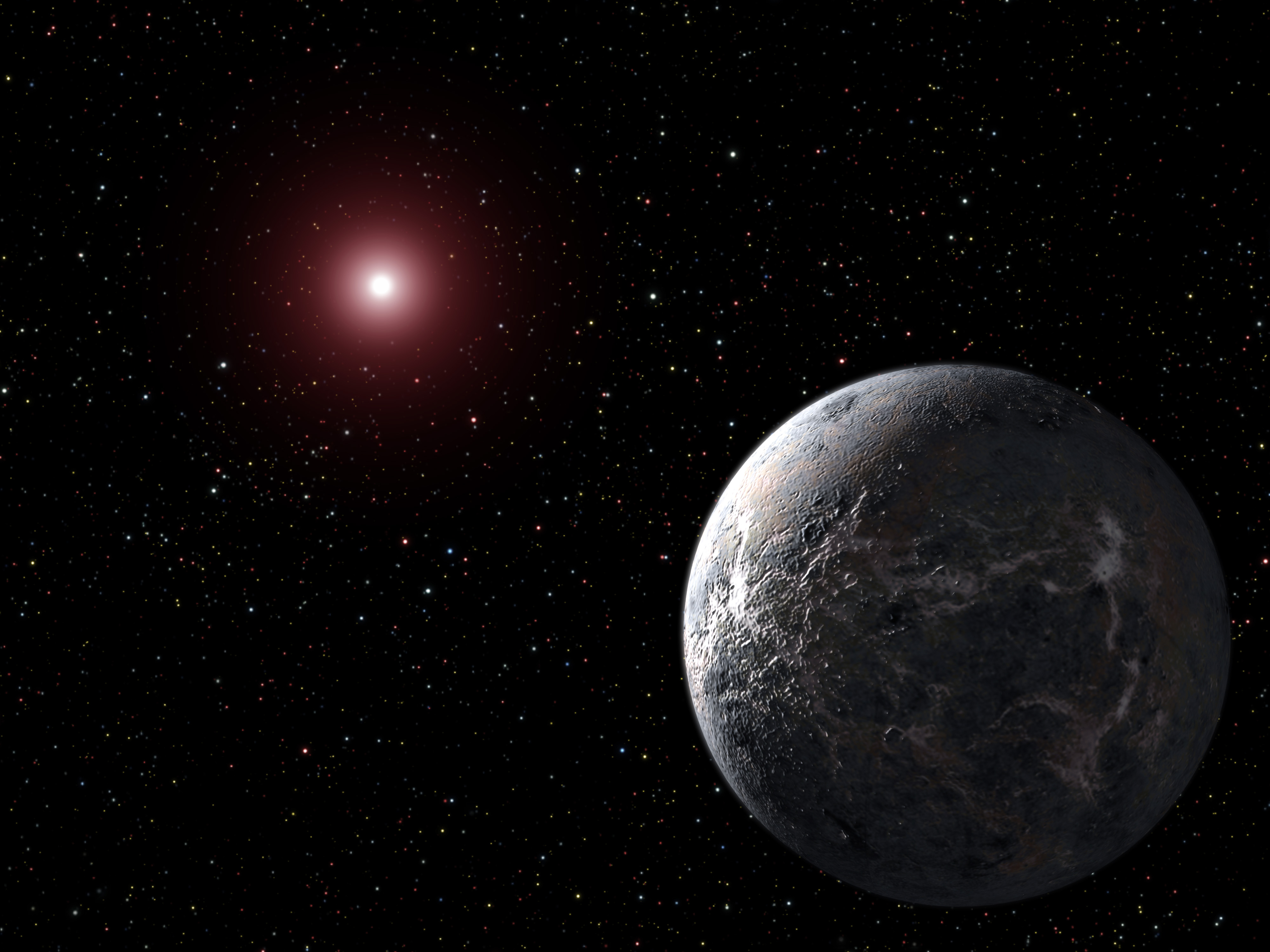
OGLE-2005-BLG-390Lb, ймовірно, є крижаною планетою

Попри те, що в Сонячній системі існує багато крижаних об'єктів, в ній не існує відомих крижаних планет (Плутон вважався крижаною планетою до уточнення визначення планети у 2006 році). Якщо буде знайдена дев'ята планета, ознаки наявності якої були отримані у 2016 році, вона стане крижаною планетою з масою, у багато разів перевищує Земну, і температурою поверхні нижче 70°K. Також існує кілька кандидатів в крижані позасонячні планети, включаючи OGLE-2005-BLG-390Lb, Глізе 667 C d та MOA-2007-BLG-192Lb.